# Иустина Антиохийская
Свята́я му́ченица Иусти́на или Юсти́на (?, Антиохия — 304, Никомедия) — христианская святая.

## Житие

### Обращение в христианство и сватовство Аглаида
Согласно житийным источникам, Иустина родилась в Антиохии; она была дочерью языческого жреца. Однажды 18-летняя Иустина случайно услышала проповедь диакона-христианина, захотела больше узнать о христианстве и стала посещать местную церковь. Иустина решила принять христианство и убедила родителей сделать то же самое. К ней посватался богатый молодой язычник Аглаид, но Иустина отказала ему, хотя он настойчиво продолжал свои ухаживания. Аглаид обратился к знаменитому магу Киприану с просьбой приворожить молодую девушку. Неудачливый жених обещал богатый гонорар, и Киприан охотно взялся за колдовство. Однако все магические приёмы оказались безуспешными — Иустиния молитвой и постом сокрушила все диавольские козни.

### Принятие веры христовой Киприаном

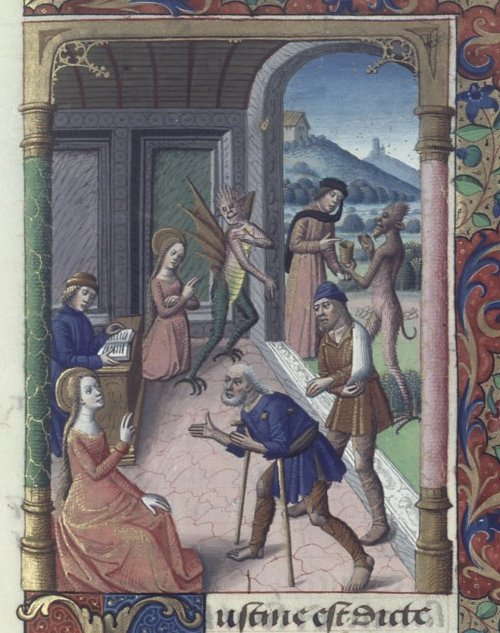
Киприан и Юстина. Иллюстрация к «Золотой легенде» Иакова Ворагинского

Тем временем в городе началась эпидемия. Прошёл слух, что могущественный волхв Киприан, потерпев неудачу в колдовстве, мстит за сопротивление Иустины целому городу, наведя на горожан смертельную болезнь. Перепуганный народ обратился к Иустине, считая её виновницей мора и умоляя выйти замуж за Аглаида. Иустина успокоила людей, и, уповая на Бога, обещала скорое прекращение мора. Как только святая помолилась Богу, эпидемия прекратилась. Под влиянием Иустины и сам маг Киприан крестился у местного епископа Анфима, и в дальнейшем стал епископом.

### Мученичество
Во время гонений на христиан стали говорить, что Киприан и Иустина отвращают народ от язычества. Начальник области Евтолмий приказал арестовать Киприана и Иустину и отправить их в город Никомедию, где в то время находился римский император Диоклетиан. Диоклетиан приказал казнить обоих. Тела Киприана и Юстины несколько дней пролежали непогребенными близ города; затем их подобрали моряки-христиане и отвезли в Рим, где мощи были погребены женщиной по имени Руфина. В 1001 году состоялось торжественное перенесение мощей Киприана и Иустины в Пьяченцу.

## В культуре
История Киприана и Юстины служит предметом множества произведений искусства. Иустина (Юстина) является героиней драмы Кальдерона «Волшебный маг» (исп. El mágico prodigioso). В пьесе Кальдерона сам Киприан влюблён в Юстину; пытаясь с помощью нечистого вызвать к себе любимую, Киприан обнаруживает под дамской вуалью скелет. С этого момента начинается его нравственное перерождение, и в конце пьесы он радостно восходит на плаху вместе с Юстиной. Считается, что история Киприана повлияла на легенду о Фаусте.